# Province de Zambézie
La province de Zambézie (en portugais : província da Zambézia) est l'une des dix provinces du Mozambique. Sa capitale est la ville de Quélimane. Le nom de la province vient du fleuve Zambèze, qui forme sa limite méridionale.

## Géographie

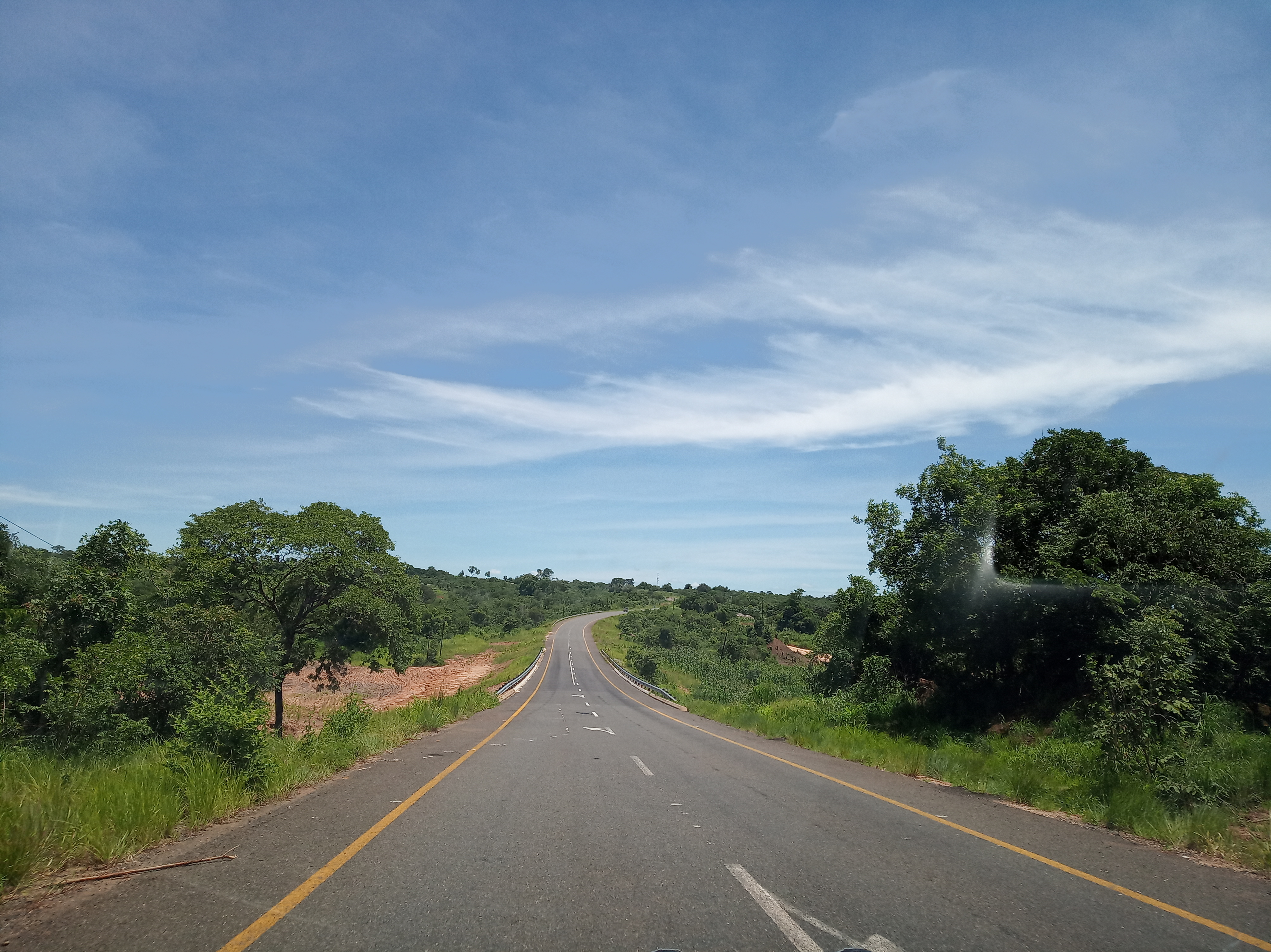
Route en Zambézie.

La province de Zambézie couvre une superficie de 103 127 km2. Elle est bordée au sud-est par l'océan Indien, au sud-ouest par la province de Sofala, à l'ouest par la province de Tete et par le Malawi, et au nord par les provinces de Niassa et de Nampula.

## Population
La province de Zambézie est la plus peuplée des 11 subdivisions du Mozambique. Sa population s'élevait à 4 141 000 habitants au recensement de septembre 2007, contre 3 202 000 habitants au recensement de 1997.

## Subdivisions
La province est subdivisée en 16 districts :
- District d'Alto Molocue
- District de Chinde
- District de Gilé
- District de Gurué
- District d'Ile
- District d'Inhassunge
- District de Lugela
- District de Maganja da Costa
- District de Milange
- District de Mocuba
- District de Mopeia
- District de Morrumbala
- District de Namacurra
- District de Namarrói
- District de Nicoadala
- District de Pebane